# Mayham
"Mayham" je 68. epizoda HBO-ove televizijske serije Obitelj Soprano i treća u šestoj sezoni serije. Napisao ju je Matthew Weiner, režirao Jack Bender, a originalno je emitirana 26. ožujka 2006.

## Radnja
Nakon dojave Vita Spataforea, Paulie i član njegove ekipe, Cary De Bartolo, pokušaju provaliti u stan kolumbijskih dilera droge. No, nakon što je dvojac stigao, shvaćaju kako stan uopće nije prazan kako su očekivali. Nakon što su ubili nadstojnika i dvojicu dilera, u perilici za suđe pronalaze veliku količinu novca. Tijekom borbe s jednim od dilera, Paulie dobiva udarac u prepone te kasnije zatraži medicinsku pomoć.
Natrag u bolnici, Christopher i Bobby se suočavaju s A.J.-em o njegovu pokušaju kupnje pištolja. Kažu mu kako bi oni vjerojatno željeli učiniti istu stvar, ali da on ne smije krenuti protiv Juniora, koji je i dalje pritvoren. Uvjeravaju ga kako Tony ne bi htio da se on miješa. A.J. im kaže da mu ne prijete i da mu se ne obraćaju kao djetetu. Kasnije optuži Carmelu da je nagovorila dvojicu da razgovaraju s njim, iako ona ne zna ništa o tome.
Nastavlja se sekvenca Tonyjeva sna iz prethodne epizode: u svojem hotelu on prima sudski poziv od budističkih redovnika adresiran na Kevina Finnertyja, a on počne propitivati svoj stvarni identitet. Potraži informacije kod barmena, ali i kod redovnika koji su ga odlučili tužiti, ali ne dobiva odgovore. 
U stvarnom životu, javlja se tenzija unutar zločinačke obitelji Soprano. Iako Gabriella Dante laska mužu Silviu i sugerira kako bi on mogao zamijeniti Tonyja, pritisak liderske pozicije pogoršava njegovu astmu te na kraju završava u bolnici. Osim toga, njegove odluke ne sviđaju se nekolicini suradnika. Odlučuje kako će Bobby i Vito podijeliti bivši posao Eugenea Pontecorva te koliki će udio Carmela dobiti u Tonyjevo ime od Pauliejeva i Vitova plijena. Nijednoj se od uključenih stranki ne sviđaju odluke. Paulie i Vito odgađaju predavanje novca Carmeli jer ne žele sudjelovati u tome ako se Tony ne oporavi. Vito u tišini počinje kampanju promoviranja samog sebe kao potencijalnog šefa, ističući gubitak kilograma kao znak boljeg zdravlja. Nalazi se u bolnici i kad dolazi Meadowin zaručnik Finn, kojem uputi prijeteću gestu.
Carmela u supermarketu naleti na dr. Melfi te zahvalno primi ponudu za pomoć. Carmela kasnije problijedi kad s Tonyjevom ekipom ugleda A&E-ev posebni prilog voditelja Billa Kurtisa koji komentira Sopranovo ranjavanje, uključujući interpretaciju A.J.-eva psovanja medija kao prijetnju uperenu prema njima. Carmela odjuri kući i izvuče A.J.-a iz kreveta, ukorivši ga što je cijelu stvar prenio na "nacionalnu jebenu televiziju", te mu kaže kako je on oslonac ostatka obitelji. Sljedećeg dana, Carmela odlazi na sastanak s dr. Melfi na kojem se prisjeća kako ju je Tony privukao, te izražava zgražanje što joj djeca posjeduju pozadinu zločinačke obitelji s kojom se moraju nositi.
Unatoč naredbama da samo obitelj može viđati Tonyja, Carmela i Meadow proguraju Silvia, a kasnije i Paulieja. Silvio prije ulaska stoji na vratima sobe u tišini, lomeći prste. Paulie, s druge strane, ne sluša Meadowine savjete da ostane pozitivan te kaže kako "izgleda grozno". Ostavši sam s Tonyjem, počne častiti svoga komatoznog šefa novostima, uključujući o detaljima svoje ozljede i velikog plijena. Tony upadne u tahikardiju, ali Paulie to ne primjećuje sve dok ovaj ne pada u srčani arest. Bolničko osoblje uleti unutra i pokuša ga oživiti.
U Tonyjevu snu, Pauliejev je glas buka iz susjedne sobe njegova hotela, što ga natjera da počne tući po zidu i traži tišinu. Pronašavši u svojoj aktovci letak za obiteljsko okupljanje Finnertyjevih, ispred kuće ga dočekuje čovjek koji izgleda kao njegov rođak Tony Blundetto. Čovjek pokuša nagovoriti Tonyja da uđe u svjetlom okupanu kuću, uvjeravajući ga kako su "svi ondje" te da "dolazi kući"; ali kaže Tonyju kako prvo mora ispustiti aktovku. Tony je neodlučan te kaže kako mu je u njoj cijeli njegov život. Stojeći na ulaznim stepenicama kuće, Tony oklijeva neko vrijeme. Dok na ulazu ispred njega stoji ženska figura nalik na njegovu majku, a iz drveća dopire glas djevojčice koja ga moli da ne odlazi (u bolnici Meadow zove svoga oca), Tony izabire ne ući u kuću te se budi u bolnici. Nakon što je pozvao Carmelu da priđe bliže, prošapće, "Mrtav sam, zar ne?"
Ošamućen od sedativa i ne uspijevajući govoriti, Tony sjedi u stolici pokraj kreveta dok mu Christopher priča o svojem novom pokušaju probijanja u filmskoj industriji. Christopher je zaprijetio J.T.-u Dolanu i prisilio ga da napiše scenarij za film koji želi producirati uz financijsku potporu Little Carminea i drugih. Christopher želi snimiti niskobudžetni digitalni film koji će spojiti žanr horora i mafijaške filmove, nešto kao kombinaciju Slagalice strave i Kuma.
Kako se Tony probudio, Paulie i Vito požure dostaviti svoje udjele Carmeli. U bolničkom predvorju, nakon što joj predaju novac, Carmela je isprva zahvalna. Međutim, prije nego što su se zatvorila vrata dizala, ona se okreće na vrijeme da vidi kako su njihova lica poprimila izraz žaljenja. Isprva zbunjena, ona kasnije shvati zašto su joj predali novac tek nakon Tonyjeva buđenja. 
Christopher zamoli Tonyja da uloži u njegov filmski projekt kad se oporavi. Kasnije stiže Carmela i počne njegovati Tonyja

## Glavni glumci
- James Gandolfini kao Tony Soprano
- Lorraine Bracco kao dr. Jennifer Melfi
- Edie Falco kao Carmela Soprano
- Michael Imperioli kao Christopher Moltisanti
- Dominic Chianese kao Corrado Soprano, Jr. *
- Steven Van Zandt kao Silvio Dante
- Tony Sirico kao Paulie Gualtieri
- Robert Iler kao A.J. Soprano
- Jamie-Lynn Sigler kao Meadow Soprano
- Aida Turturro kao Janice Soprano
- Steve Schirripa kao Bobby Baccalieri
- Frank Vincent kao Phil Leotardo
- John Ventimiglia kao Artie Bucco
- Ray Abruzzo kao Little Carmine
- Joseph R. Gannascoli kao Vito Spatafore
- Dan Grimaldi kao Patsy Parisi

* samo potpis

### Gostujući glumci
| - Mueen Jahan Ahmad kao dr. Vahabsideh - Tom Aldredge kao Hugh De Angelis - Sharon Angela kao Rosalie Aprile - Anjali Bhimani kao dr. Budraja - Elizabeth Bracco kao Marie Spatafore - Steve Buscemi kao čovjek - David Francis Calderazzo kao Nick 'Spags' Spagnelli - Carl Capotorto kao Little Paulie Germani - Max Casella kao Benny Fazio - Ho Chow kao redovnik #2 - Chris Colombo kao Kolumbijac #2 - Timothy Daly kao J.T. Dolan - Tony Darrow kao Larry Barese - Joe Delafield kao stažist - William DeMeo kao Jason Molinaro - Danielle Di Vecchio kao Barbara Soprano Giglione - Angel Fajardo kao Kolumbijac #1 | - Will Janowitz kao Finn Detrolio - Traci Kindell kao medicinska sestra Leontine Overall - Bill Kurtis kao on sam - C.S. Lee kao dr. Ba - Ron Leibman kao dr. Lior Plepler - Geraldine LiBrandi kao Patty Leotardo - Carmen López kao medicinska sestra Alfeo - Henry O kao redovnik #1 - James Vincent Romano kao Cary De Bartolo - Paul Schulze kao otac Phil Intintola - Suzanne Shepherd kao Mary De Angelis - Simon Sinn kao redovnik #3 - Matthew Stocke kao medicinski tehničar - Maureen Van Zandt kao Gabriella Dante - Ed Vassalo kao Tom Giglione - Lenny Venito kao Murmur - Edward Watts kao barmen |

## Prva pojavljivanja
- Cary De Bartolo: vojnik iz ekipe Paulieja Gualtierija.

## Umrli
- Nadzornik zgrade: ustrijeljen od strane Kolumbijca #1.
- Kolumbijac #1: ustrijeljen od strane Caryja De Bartola i Paulieja.
- Kolumbijac #2: ustrijeljen od strane Caryja De Bartola te kasnije uboden od strane Paulieja.

## Produkcija
- Ray Abruzzo (Little Carmine) sada je potpisan u uvodnoj špici, ali samo u epizodama u kojima se pojavljuje.

## Naslovna referenca
- Nakon što je Vito dao Paulieju lošu dojavu o prepadu (rekavši kako je stan prazan), Paulie mu ne želi dati cjelokupni iznos od njegova dijela plijena, rekavši kako je posao bio "mayham", što je pogrešan izgovor riječi "mayhem" (eng. nered).
- Članovi ekipe Soprano natječu se za lidersku poziciju, a Silviovo loše vodstvo rezultira neredom.

## Glazba
- Tijekom odjavne špice svira instrumentalna pjesma  "The Deadly Nightshade" Daniela Lanoisa.
- Obrada pjesme "The First Cut Is the Deepest" u izvedbi Sheryl Crow može se čuti na Tonyjevoj liniji dok on leži u komi.
- Dok Carmela navlažuje Tonyjeve usne, čuje se "Somewhere Over the Rainbow".

## Vanjske poveznice
- Mayham u internetskoj bazi filmova IMDb-a